# Sophie Dupuis
Pour les articles homonymes, voir Dupuis (homonymie).
Sophie Dupuis est une scénariste et réalisatrice québécoise née à Val-d’Or vers 1986, qui a étudié à l'Université Concordia et à l’Université du Québec à Montréal, et dont le premier long métrage, Chien de garde, est sorti en 2018.

## Filmographie

### Documentaire
- 2014 : L'hiver et la violence

### Courts métrages
- 2007 : J'viendrai t'chercher
- 2009 : Si tu savais Rosalie
- 2010 : Félix et Malou
- 2012 : Faillir

### Long métrage
- 2018 : Chien de garde
- 2020 : Souterrain
- 2023 : Solo[4]

## Distinctions

### Prix
- Festiv'Elles (Festival International des Femmes de Montréal) 2007 : Prix du meilleur film pour J'viendrai t'chercher

- Festival international du film de Saint-Jean-de-Luz 2018[5] : Prix de la mise en scène pour Chien de garde
- Festival international du film de Toronto 2023[6], meilleur film canadien pour Solo[7]
- Gala Québec Cinéma 2021 : Prix Meilleur Scénario pour Souterrain[8]

### Nominations et récompenses
Son premier long métrage de fiction, Chien de garde, sorti en salle en 2018, a récolté huit nominations au 20e gala Québec Cinéma, dont meilleur film, meilleure réalisation et meilleur scénario,.
Son deuxième long métrage, Souterrain, remporte quatre prix (meilleur scénario, meilleur acteur de soutien pour Théodore Pellerin, meilleur son et meilleure direction photo) sur les 13 nominations au Gala Québec Cinéma 2021.